# Landskrona station

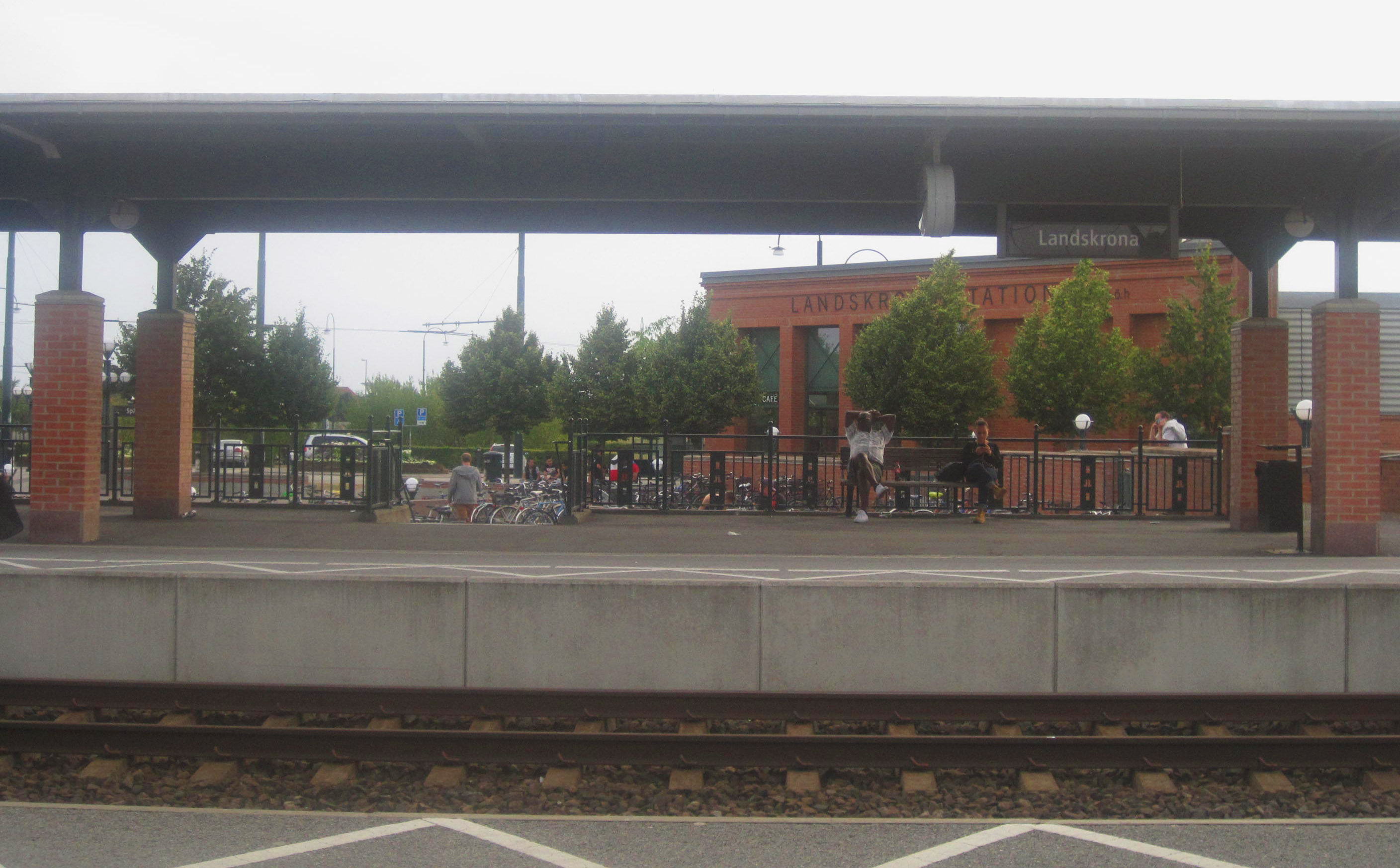
Landskrona station sedd från spårsidan.

Landskrona station, även kallad Landskrona Östra, är Landskronas järnvägsstation. Den öppnade i januari 2001  och ligger utmed Västkustbanan. Stationen trafikeras av Skånetrafikens Pågatågen och Öresundståg. Stationen har förbindelse med Landskronas centrum med hjälp av trådbussar.
Stationen har två plattformar, en sidoplattform och en mellanplattform. För att ta sig mellan plattformarna finns trappor och hissar.

## Historia
Fram till 2001 var stationen i Landskrona en säckstation i stadens centrum. I samband med att man började bygga ut Västkustbanan till dubbelspår byggdes en ny dubbelspårig järnväg mellan Kävlinge och Helsingborg som gick utanför Landskrona centrum. En ny station, vid namn Landskrona Östra, anlades strax utanför tätorten. Den tidigare säckstationen heter numera Landskrona godsbangård och trafikeras enbart av godståg.
För att Landskronaborna skulle kunna ta sig från stadens tätort till den nya stationen invigdes det i september 2003 en trådbusslinje mellan tätorten och stationen. Trådbussarna ansluter till ett resecentrum vid Skeppsbrokajen som invigdes 2009.

### Landskrona järnvägsstation 1865–2000

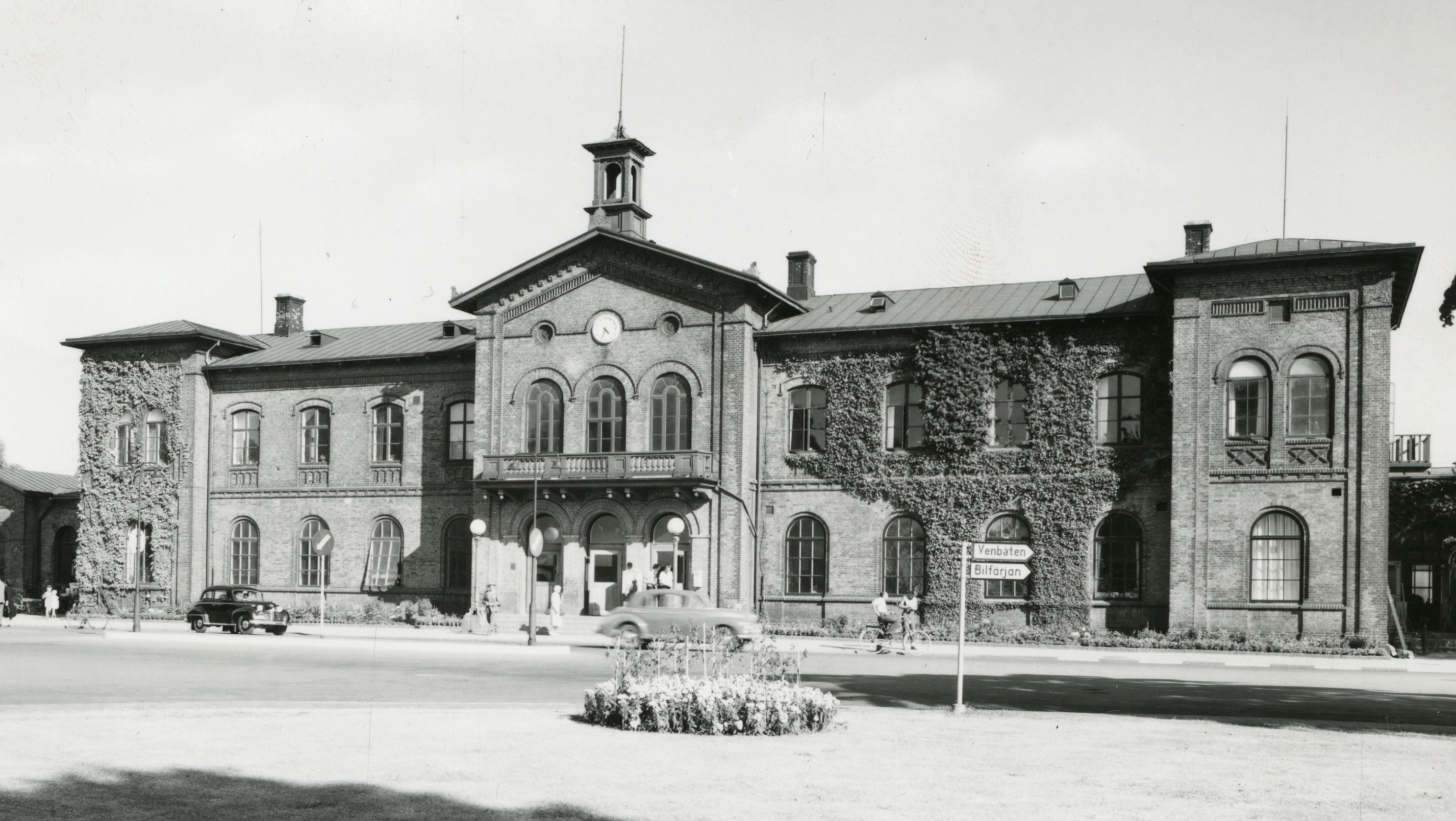
Landskrona järnvägsstation, ca 1950.

Den tidigare stationen i centrum byggdes av Landskrona-Eslövs Järnvägsaktiebolag i samband med järnvägen mot Eslöv. Stationshuset ritades av Claes Adelsköld och invigdes 1865. Stationen ligger centralt i Landskrona och sedan 2001 trafikeras den enbart av godstrafik.

## Trafik
Landskrona station trafikeras av de lokala pågatågen och regionaltågen öresundståg. Pågatågen körs med timmestrafik under hela trafikdygnet med förstärkning till halvtimmestrafik under rusningstrafik. Öresundstågen körs med timmestrafik under hela trafikdygnet med ytterligare 2 tåg per timme i rusningstrafik. 

### Busstation
Lokaltrafiken utgörs av fem av Landskronas stadsbusslinjer, varav nr 3 körs med trådbuss, den enda i Sverige. Utöver detta så stannar även ett antal regionbussar här. Busstationen är U-formad och består av 8 lägen varav läge A, B, C och D används för stadsbussar, och läge E, F, G och H används för regionbussar samt fjärrbuss och ibland ersättningsbussar. Läge A-D för stadsbussar ligger utmed busstationens utsida, medan läge E-H för region- och fjärrbuss ligger inuti stationsformen och för att ta sig till dessa krävs att passagerare korsar bussvägen. Samtliga hållplatslägen är utrustade med separata busskurer, med tillhörande tak och bänkar.

## Service
Biljettförsäljning sker via Skånetrafikens biljettautomater intill plattformen för spår 3. År 2018 invigdes en väntsal ansluten till stationen med tillhörande toaletter och informationsskyltar. Mitt emot vänthallen finns ett Pressbyrån som är ombud åt Skånetrafikens kort- och biljettförsäljning.